# Харьяна
Харья́на (хинди हरियाणा, в.-пандж. ਹਰਿਆਣਾ, англ. Haryana) — штат на севере Индии.
Столица — Чандигарх (не входит административно в состав Харьяны, а является отдельной союзной территорией), крупнейший город — Фаридабад. Население — 25 353 081 человек (17-е место среди штатов; данные 2011 г.).
Харьяна была выделена в отдельный штат из штата Пенджаб 1 ноября 1966 г., на основании Акта Реорганизации Пенджаба. Она была отделена от Пенджаба на основе языка. До сих пор город Чандигарх является столицей одновременно двух штатов: Пенджаб и Харьяна.

## Название
В переводе с хинди харьяна означает «обитель Бога»: «Хари» — одно из имен Бога Вишну, аяна — «дом».

## География
Площадь территории 44 212 км² (20-е место). Граничит со штатами: Химачал-Прадеш (на севере), Пенджаб (на северо-западе), Раджастхан (на юго-западе), Уттар-Прадеш (на востоке), а также с союзными территориями Чандигарх и Дели. Гангско-Джамунская равнина занимает большую часть территории Харьяны. Холмы Сивалик расположена на северо-востоке, юго-запад занимает полупустынная равнина, на юге возвышается горный хребет Аравали. Высота территории над уровнем моря от 200 до 1200 м. Восточная граница штата проходит по реке Джамуна.
Возле высохшего русла древней реки Сарасвати находился крупнейший город хараппской цивилизации Ракхигархи.

## Политика
На выборах в ассамблею штата в 2004 г. убедительную победу (более 60 % голосов) одержал Индийский национальный конгресс.
В 2019 году на выборах относительное большинство :43 мест из 90 получила Индийская народная партия.

## Население
По данным на 2011 год население штата составляло 25 353 081 человек. Плотность населения — около 573,44 чел./км². Как и соседний Пенджаб, Харьяна имеет огромный перевес количества мужчин над количеством женщин.
Индуизм исповедуют 89,7 % населения, сикхи составляют 6,2 %, мусульмане — 4 %. Доля христиан и буддистов крайне мала. Около 87,34 % населения говорят на хинди; 10,57 % — на пенджаби; 1,23 % — на урду. В Харьяне распространён не стандартный хинди, а его диалект — харьянави, довольно сходный с диалектом брадж.
Крупные города:
- Фаридабад — 1 054 981 чел.
- Рохтак — 286 773 чел.
- Панипат — 261 665 чел.
- Хисар — 256 810 чел.
- Сонипат — 216 213 чел.
- Карнал — 210 476 чел.

## Административное деление
Штат Харьяна состоит из 6-и регионов, которые делятся на 22 округа.
| Регион Амбала - Амбала - Курукшетра - Панчкула - Ямунанагар | Регион Гургаон - Гургаон - Махендрагарх - Ревари | Регион Фаридабад - Фаридабад - Палвал - Меват | Регион Хисар - Хисар - Сирса - Фатехабад - Джинд | Регион Карнал - Карнал - Кайтхал - Панипат | Регион Рохтак - Рохтак - Джаджар - Бхивани - Сонипат - Чархи-Дадри |

## Экономика
Харьяна — один из самых индустриализированных штатов страны. Здесь производится до 50 % всех индийских легковых автомобилей и мотоциклов, 30 % всех индийских холодильников, 25 % тракторов, велосипедов, сантехники и бумаги, 20 % научных приборов. Здесь расположены такие предприятия, как: Honda Motorcycle & Scooter India Pvt. Ltd, Maruti Udyog Limited, Hero Honda, Alcatel, Sony, BILT, Whirlpool India, Bharti Telecom, Hindustan Machine Tools, Hindustan National Glass. Кроме того здесь действуют около 80 000 отдельных небольших производственных единиц.
Крупнейший индустриальный район штата — округ Ямунагар, здесь находятся крупные бумажный комбинат, завод по производству сахара, имеет место лесная промышленность. Кроме того здесь имеются ТЭС и ГЭС, крупнейший в индии железнодорожный цех, выплавляется сталь и латунь. Другой важный промышленный район — Фаридабад, здесь расположены такие крупные предприятия как: Orient Paper & Industries, JCB India Limited, Nirigemes, Agri Machinery Group (Escorts Limited), India Yamaha Motor Pvt. Ltd., Whirlpool, ABB Group, Goodyear Tyres.
Кроме промышленности, Харьяна это ещё и важный сельскохозяйственный регион. Около 70 % населения штата заняты в этом секторе. Важнейшие культуры — рис, пшеница, сахарный тростник, хлопок, масленичные, бобовые, ячмень, кукуруза. Обрабатывается до 86 % территории штата, орошаемые земли составляют до 70 % от угодий. Харьяна сыграла важную роль в Зелёной индийской революции, кроме того, это важный центр c/х образования. Крупнейший сельскохозяйственный университет страны — Chaudhary Charan Singh Haryana Agricultural University, расположен Хисаре.
Важной частью сельского хозяйства является производство молока и молочных продуктов.

## Транспорт
Общая протяжённость дорог штата — 23 684 км. Имеется удобная дорожная связь даже с отдалёнными районами штата, а также с другими городами страны, в том числе близлежащим Дели. Железнодорожные ветки, проходящие через Харьяну, включают: Амритсар — Дели, Ревари — Ахмедабад, Бхивани — Рохтак — Дели, Амбала — Ферозепур, Дели — Ферозепур, Калка — Джодхпур, Калка — Хаора, Амритсар — Хаора и Дели — Калка — Шимла.